# Placet hic Requiescere Musis
Placet Hic Requiescere Musis is het sociëteitsgebouw van het Utrechtsch Studenten Corps in Utrecht.
Het gebouw wordt meestal aangeduid met 'PHRM', 'de kroeg' of 'het Gele Kasteel'. Het gebouw werd in 1898 ontworpen door de architect August Heinrich Zinsmeister en in 1900 gebouwd aan het Janskerkhof. Placet Hic Requiescere Musis betekent in het Latijn "het behaagt de Muzen hier te rusten".
Diverse schilders hebben zich door dit gebouw laten inspireren; de Utrechtse kunstenaar Jeroen Hermkens maakte drie litho's met dit gebouw in de hoofdrol.
Sociëteit PHRM vertoont zowel qua indeling als in de strakke vormgeving sterke overeenkomsten met de Beurs van Berlage. Daarnaast zijn er stilistische invloeden uit de jugendstil te herkennen, door de materiaalkeuze en het lichte kleurgebruik.

## Geschiedenis
Op 26 februari 1816 werd de Utrechtsche Studenten Sociëteit 'Placet Hic Requiescere Musis' opgericht. Na op verschillende plekken gehuisvest te zijn, kwam er aan het einde van de negentiende eeuw een sterke behoefte aan een eigen behuizing. Op 13 oktober 1892 werd daarom een "bouwfonds" opgericht. Op 24 november 1897 werd een huis met tuin aan het Janskerkhof gekocht met de bedoeling het af te breken en er een nieuw gebouw neer te zetten. Van de 66 ingezonden ontwerpen voor een nieuw gebouw viel het ontwerp van de architect August Zinsmeister (1867-1941) het meest in de smaak. Met dit ontwerp ging men na enige wijzigingen op 2 februari 1899 definitief akkoord. Op 23 april 1901 vond onder grote belangstelling de officiële opening van het gebouw aan het Janskerkhof plaats.
In 1933 werd, na een uitgebreide verbouwing, het Corpsmuseum geopend op de zolder van PHRM. Tot op heden is dit museum in Nederland enig in zijn soort.
Tijdens de Tweede Wereldoorlog werd PHRM door de Duitsers geconfisqueerd en als hun Utrechtse hoofdkwartier gebruikt. De bunker die zij in de tuin bouwden, staat er nog steeds. Een gedeelte hiervan is nu onderdeel van discotheek Woolloomooloo, die het corps naast de sociëteit exploiteert.
In 1972 werd Theater Kikker opgericht, dat tot de verhuizing naar de Ganzenmarkt in 1980 gehuisvest was in de huidige Katzaal van de sociëteit. De naastgelegen tejaterbar Katmandu herinnert hier nog aan.